# Haroëris
Pour les articles homonymes, voir Horus (homonymie) et Horus.
Haroëris est le nom grec d'un dieu de la mythologie égyptienne, Horour (hr-wr), qui est probablement la plus ancienne forme du dieu Hor (Horus en grec). Dieu tutélaire de Khem (Létopolis) il fut d'abord vénéré de Demit-en-hor (Damanhour) à Ionou (Héliopolis) avant que son culte ne se répande dans toute la vallée du Nil. Son nom signifie « Horus l'Ancien », « Horus le Grand », ou « Horus l'Aîné ». Il est adoré à Khem en tant que Hor Kenti Irti, « Horus qui préside les deux yeux », et dans une petite cité du nom de Pharbaethos sous celui d'Hormerty, « Horus aux deux yeux ».
Il a donc le caractère du Soleil et de la Lune, et c'est grâce à lui que les deux astres ne se croisent pas et se suivent par rapport aux heures. On le célébrait le dernier jour du mois d'Épiphi. Lorsque les deux astres sont en conjonction, ses fidèles croient qu'ils attendaient qu'on lui fasse hommage.
Dans les textes des pyramides, il est fils de Nout et de Geb, ainsi que le frère de Seth. Il est le côté bienfaisant de ces deux personnages, à l'opposition de Seth. C'est le bien contre le mal.
Vainqueur de son frère, il est adoré par les rois en tant que Hor Noubti, « Horus vainqueur de Seth ».
Sous les Ptolémées, les dieux vainqueurs de Seth furent appréciés considérablement des Égyptiens, et les Macédoniens bâtirent le temple de Noubt (Ombos) en l'honneur de Haroëris et Sobek.
Il est représenté sous les traits d'un homme à tête de faucon couronné du disque solaire, de la couronne atef ou bien du pschent (double couronne de Basse et Haute-Égypte).